# Trearddur
Trearddur (también, Trearddur Bay) es una comunidad situada en Anglesey, en Gales. Según el censo de 2021, tiene una población de 1500 habitantes.

## Toponimia
El nombre significa "granja de Iarddur". Iarddur fue una destacada figura medieval y su granja era una de las más grandes de la isla de Anglesey. Históricamente la bahía actual se denominó Porth y Capel, y las dunas, Towyn y Capel.

## Economía
La principal actividad económica de la localidad es el turismo. Hay varios hoteles y albergues dispersos por la zona, entre los cuales se destaca el Hotel Trearddur Bay, un hotel de cuatro estrellas con vistas a la playa.
En la localidad se puede practicar también el submarinismo profundo.